# Naval Medical Research Center
Le Naval Medical Research Center (laboratoire de recherche médicale navale) de la marine des États-Unis est un organisme de recherche épidémiologique créée en 1942 à Bethesda, dans le Maryland.
Il est divisé en plusieurs centres de recherche spécialisés dans l'étude et le suivi des maladies infectieuses susceptibles de présenter une menace ou un intérêt pour l'US Marine ou le département de la Défense des États-Unis, les Naval Medical Research Units, ou NAMRU.
En 2023, le Naval Medical Research Center a été renommé Naval Medical Research Command pour mieux refléter son statut.

## NAMRU 2
NAMRU 2 disposait d'une antenne depuis 1968 à Jakarta en Indonésie. Cette unité a été initialement créée sur l'île de Guam lors de la Seconde Guerre mondiale avec l'aide de la fondation Rockefeller. Elle a ensuite été déplacé en 1955 à Taipei (Taïwan) puis à Manille (Philippines) avant que le commandement en soit transporté à Jakarta en 1990 et avec[pas clair] l'ASEAN en matière de veille épidémiologique. Cette unité travaille aussi au Laos, Viêtnam et Cambodge, au suivi des personnels militaires, et en lien avec les autorités. Elle dispose aussi d'un laboratoire à Jayapura (Papouasie).
NAMRU 2 a récemment[Quand ?] été désignée par l'OMS comme l'un de ses laboratoires de référence.

## NAMRU 3

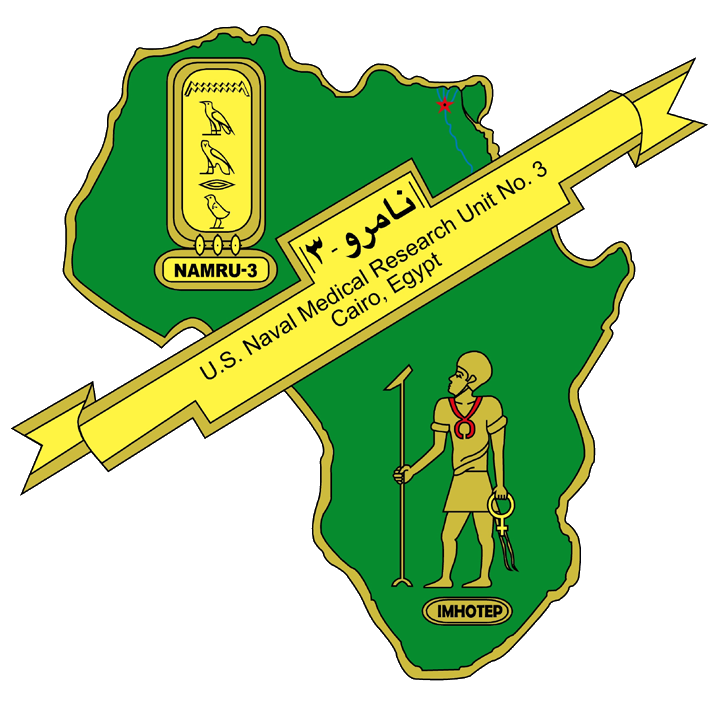
Logo de NAMRU 3.

NAMRU 3 est basée au Caire en Égypte. Cette unité a pour origine une Commission (U.S. Typhus Commission) créée par la présidence des États-Unis en 1942 pour connaître et combattre le typhus au sein des troupes d'Afrique du Nord. Un laboratoire de recherches s'est monté, en lien avec l'hôpital d'Abbasia spécialisé dans les maladies infectieuses au Caire. Ce laboratoire a joué un rôle important, y compris pour l'Égypte qui a invité la Marine des États-Unis à poursuivre sa collaboration après la guerre, sur les maladies tropicales et subtropicales endémiques, avec les scientifiques égyptiens. NAMRU-3 a été officialisé sur le site de l'ancienne Commission du typhus, par le secrétaire à la marine des États-Unis en 1946. NAMRU-3 a alors travaillé sur les maladies rickettsiales et des maladies infectieuses telles que le choléra, la variole, les méningites… en lien avec le ministère de la santé égyptien (MoH). En 1967 les relations diplomatiques ont été coupées entre les 2 pays, mais le personnel égyptien a maintenu le laboratoire. Après plusieurs mois, le commandant du NAMRU 3 a pu codiriger pour 7 ans le laboratoire avec son collègue égyptien.
Après la fin des années 1960, des laboratoires auxiliaires détachés ont travaillé au Soudan et en Éthiopie contre la leishmaniose et la malaria. Le laboratoire auxiliaire détaché à Addis-Abeba (Éthiopie) s'est transformé en unité indépendante pour devenir NAMRU-5 de 1974 à 1977, avant d'être évacué et fermé lorsque le gouvernement est devenu communiste.
Ces laboratoires contribuent à l'étude de la grippe aviaire et à la veille épidémiologique.

## NAMRU 6

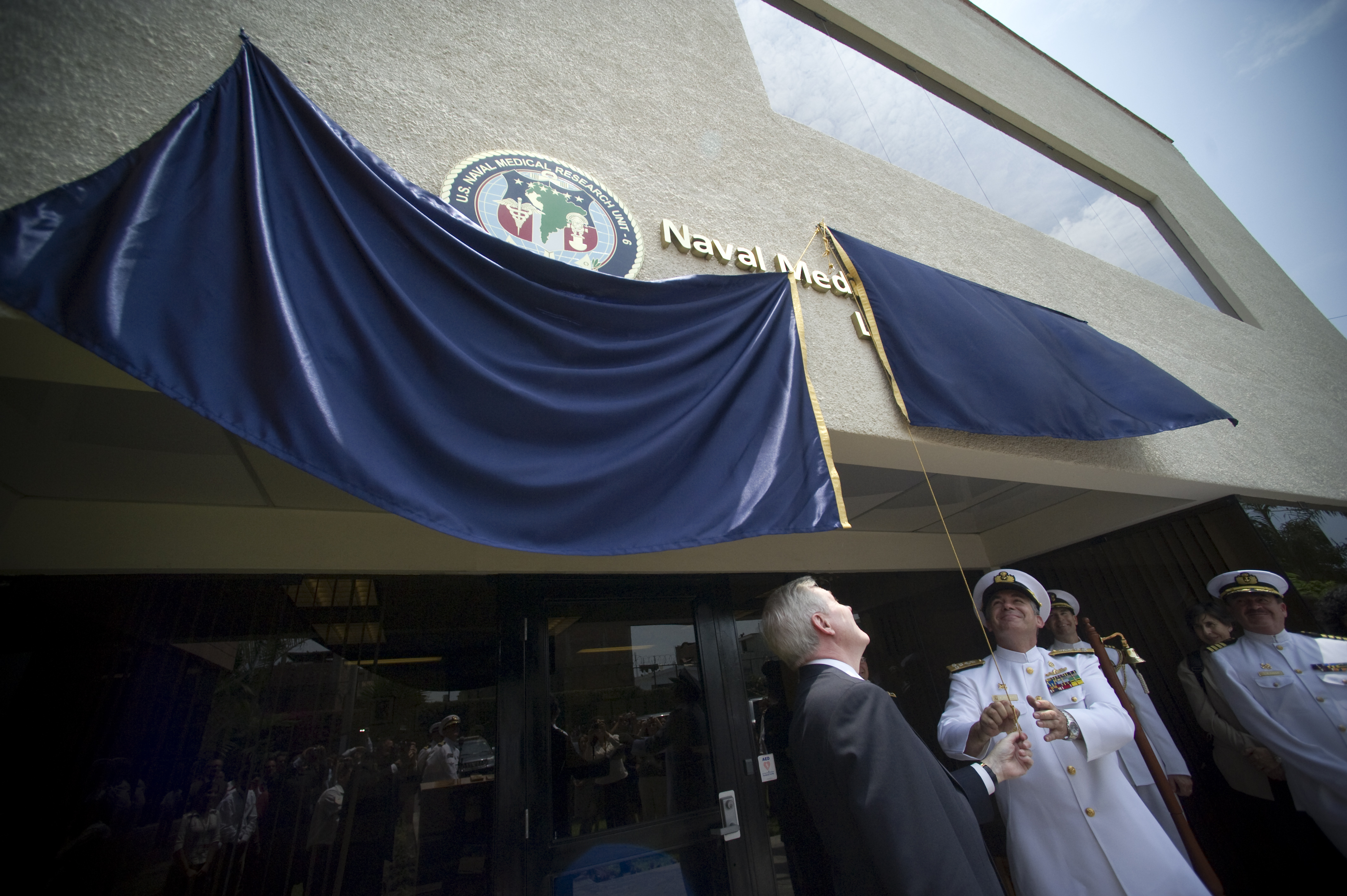
Ray Mabus inaugure les nouveaux locaux de NAMRU 6 en janvier 2011.

NAMRU 6 a été fondée en 1983 à Lima au Pérou.